# Mate Uzinić
Mate Uzinić (Dubrava, 17 settembre 1967) è un arcivescovo cattolico croato, dall'11 ottobre 2022 arcivescovo metropolita di Fiume.

## Biografia
Mate Uzinić è nato il 17 settembre 1967 a Dubrava, vicino a Omiš, dove ha frequentato la scuola elementare.

### Formazione e ministero sacerdotale
Conclusi gli studi elementari si è trasferito a Spalato per frequentare il liceo nel seminario arcidiocesano di Spalato. Terminato il liceo nel 1988, ha conseguito la laurea in teologia presso la Facoltà di teologia cattolica a Split (1988-1993).
È stato ordinato sacerdote per l'arcidiocesi di Split-Macarsca il 27 giugno 1993 a Split. In precedenza ha servito come diacono nella parrocchia di Trilj. Dal 1993 al 1995 è stato vicario parrocchiale a Omiš, e dal 1995 al 1996 è stato parroco nella parrocchia di San Nicola Otrić-Struga.
Nel 2000 ha conseguito la licenza in diritto canonico e civile presso la Pontificia Università Lateranense a Roma.
In seguito è stato vicario e giudice presso il tribunale ecclesiastico interdiocesano di primo grado a Split. Dal 2000 è stato anche collaboratore pastorale nella parrocchia di Strožanac e dal 2001 rettore del seminario teologico centrale di Split.
Dal 2002 è stato membro del Consiglio presbiterale dell'arcidiocesi e dal 2004 membro del Consiglio della Conferenza episcopale croata per i seminari e la promozione delle vocazioni.

### Ministero episcopale

#### Vescovo di Ragusa di Dalmazia
Il 24 gennaio 2011 papa Benedetto XVI lo ha nominato vescovo di Ragusa di Dalmazia, ed ordinato il 19 marzo dello stesso anno nella cattedrale di Ragusa. Ha ricevuto l'ordinazione episcopale da Marin Barišić, arcivescovo metropolita di Split-Macarsca, insieme al cardinale Josip Bozanić, arcivescovo metropolita di Zagabria, e a Želimir Puljić, suo predecessore a Ragusa di Dalmazia.
A Ragusa di Dalmazia è stato riconosciuto come "pastore e teologo dello spirito conciliare, aperto alla collaborazione con i fedeli laici, costruttore di una Chiesa ecumenica, dialogica ed orientata verso la pace, responsabile del mondo comune, della fraternità in movimento".
Nel maggio del 2015 ha stabilito un precedente nella Chiesa cattolica croata pubblicando il rendiconto finanziario della diocesi, diventando così il primo vescovo croato ad averlo fatto.
Ha servito come vescovo della città di San Biagio fino al 4 novembre 2020, quando è stato nominato arcivescovo coadiutore di Fiume. È rimasto amministratore apostolico della diocesi fino al 22 gennaio 2022.

#### Coadiutore, poi arcivescovo metropolita di Fiume
Il 4 novembre 2020 papa Francesco lo ha nominato arcivescovo coadiutore dell'arcidiocesi di Fiume. L'11 ottobre 2022 è succeduto alla medesima sede.

#### Incarichi presso la Conferenza episcopale croata
Ha ricoperto diversi incarichi presso la Conferenza episcopale croata: presidente del Consiglio per le istituzioni della vita consacrata e società di vita apostolica, membro della Commissione per i rapporti con lo Stato, presidente della Commissione giuridica, membro della Commissione mista della Conferenza episcopale croata e della Conferenza croata dei superiori maggiori, presidente del Consiglio per la vita e la famiglia, presidente della Commissione episcopale per il Pontificio collegio croato di San Girolamo, presidente della Commissione per la protezione dei minori e delle persone vulnerabili. È anche l'accompagnatore spirituale della Società canonica croata.

## Prospettiva generale
È l'unico vescovo croato che usa Facebook regolarmente.
Nel maggio del 2015 ha stabilito un precedente nella Chiesa cattolica croata pubblicando il rendiconto finanziario della diocesi di Ragusa di Dalmazia, diventando così il primo vescovo croato ad averlo fatto.

## Prese di posizione e pensiero

### La Chiesa e le donne
In un'intervista prima della seconda scuola estiva di teologia (2021), Uzinić ha fatto notare come alcuni cattolici hanno nuovamente messo in discussione la partecipazione delle teologhe. "Sembra che non siamo ancora pronti ad ascoltare la voce delle donne nel discorso teologico? E cosa sarebbe la Chiesa senza le donne e la loro voce?", ha ribadito l'arcivescovo. Osservando che la voce delle donne nell'ambito teologico ed ecclesiale non è uniforme, Uzinić ha sostenuto che si dovrebbe parlare di voci delle donne che possono aiutare la Chiesa „a guardare le cose da un'altra prospettiva. Perciò è importante, come sottolinea anche il Papa, di lavorare per un maggiore coinvolgimento delle donne nei processi decisionali. Infatti, nei luoghi dove vengono prese le decisioni, le voci delle donne spesso mancano e dovrebbero essere ascoltate - non solo per far sentire le donne, ma anche per prendere decisioni migliori, a beneficio della comunità e per il bene della Chiesa. Nella Chiesa spesso ci si concentra sui discorsi sulla donna, mentre sarebbe necessario ascoltare ciò che le donne hanno da dire di se stesse, anche se a volte non è quello che vorremmo sentire".

### Accoglienza dei migranti
Nell'agosto 2015, parlando della crisi europea dei migranti, ha affermato che "non dobbiamo guardare le persone attraverso i pregiudizi, ma dobbiamo conoscerle ed incontrarle. Rifiutarsi di aiutarli è come un crimine di guerra".

### Tutela dei minori
Il 26 aprile 2012 ha pronunciato un discorso al convegno dei sacerdoti della diocesi di Sebenico nel quale ha parlato degli scandali relativi agli abusi sui minori affermando, tra l'altro, che "la Chiesa deve mettere al primo posto le vittime, non l'aggressore o la Chiesa come istituzione. Se faremo così, le vittime di abusi sessuali un giorno non ci guarderanno più come nemici, ma come soccorritori ed amici. Quel giorno non è ancora arrivato, il che significa che non siamo ancora pienamente la Chiesa che siamo chiamati ad essere".

### Omosessualità
In occasione della Giornata internazionale contro l'omofobia, il 17 maggio 2021, ha ricordato il messaggio di papa Francesco espresso in Amoris laetitia (n. 250) e ha chiesto perdono alle persone omosessuali per "sentirsi rifiutati dalla Chiesa, ma anche perché sia loro sia le loro famiglie nella Chiesa, che come 'la famiglia delle famiglie' dovrebbe essere una famiglia per tutti i suoi membri, ancora non riescono a ricevere quella premurosa guida pastorale che, secondo Amoris laetitia, dovrebbe essere loro garantita". Il messaggio di Uzinić fece presto il giro del mondo. L'agenzia di stampa Agence France-Presse ha trasmesso la sua dichiarazione e la sua richiesta di perdono in inglese e lo stesso giorno la notizia è stata tradotta in italiano, francese, tedesco, portoghese, spagnolo… e pubblicata su molti media mondiali.

### Scuole estive di teologia
A Ragusa di Dalmazia, con i suoi collaboratori, ha organizzato due scuole estive di teologia. La prima, intitolata Teologia nella società plurale, si è tenuta dal 14 al 19 luglio 2019, e la seconda su La fede (a)politica: i cristiani nello spazio politico, dal 18 al 24 luglio 2021. La scuola ha suscitato grande interesse ed entrambe le volte ha riunito studenti di teologia cattolica, ortodossa e protestante, offrendo ai giovani teologi e teologi di fama mondiale di diverse confessioni cristiane la possibilità di un incontro ecumenico e dialogico in cui hanno potuto conoscersi e confrontarsi. I docenti della prima scuola erano Carmelo Dotolo, Pantelis Kalaitzidis, Tina Beattie e Željko Tanjić, e della seconda: Tomáš Halík, Teresa Forcades, Aristotle Papanikolaou, Ivan Šarčević e Miroslav Volf. Le due Scuole estive di teologia sono state seguite da numerosi media ecclesiastici e non, compreso il portale di notizie della Santa Sede – Vatican News in italiano.

## Genealogia episcopale
La genealogia episcopale è:
- Cardinale Scipione Rebiba
- Cardinale Giulio Antonio Santori
- Cardinale Girolamo Bernerio, O.P.
- Arcivescovo Galeazzo Sanvitale
- Cardinale Ludovico Ludovisi
- Cardinale Luigi Caetani
- Cardinale Ulderico Carpegna
- Cardinale Paluzzo Paluzzi Altieri degli Albertoni
- Papa Benedetto XIII
- Papa Benedetto XIV
- Papa Clemente XIII
- Cardinale Bernardino Giraud
- Cardinale Alessandro Mattei
- Cardinale Pietro Francesco Galleffi
- Cardinale Giacomo Filippo Fransoni
- Cardinale Carlo Sacconi
- Cardinale Edward Henry Howard
- Cardinale Mariano Rampolla del Tindaro
- Cardinale Rafael Merry del Val
- Arcivescovo Anton Bauer
- Vescovo Kvirin Klement Bonefačić
- Arcivescovo Frane Franić
- Arcivescovo Ante Jurić
- Arcivescovo Marin Barišić
- Arcivescovo Mate Uzinić